# Parc national de l'Akagera
Ne doit pas être confondu avec Kagera.
Le parc national de l'Akagera, est un parc s'étendant sur 1 122 km2, établi au nord-est du Rwanda et situé près de la frontière avec la Tanzanie.
Le parc, qui tient son nom de la rivière Kagera qui le traverse, a été créé en 1934 dans le but de protéger les animaux de la savane, des montagnes et des marais. Les lacs Shakani et Ihema sont situés dans le parc.
Une grande partie de la savane du parc a été aménagée dans la fin des années 1990 pour accueillir les réfugiés revenu au Rwanda après le génocide des Tutsi. Les animaux ont quitté la région durant les conflits mais sont de retour depuis.

## Histoire
Le parc national de l'Akagera a été fondé en 1934 par le gouvernement belge, qui avait à l'époque la tutelle sur le Ruanda-Urundi. Le parc occupait alors une superficie de 2 500 km2 et était connu pour sa grande biodiversité.
L'Akagera avait une grande population de chiens sauvages africains et était d'ailleurs connu sous le nom de « parc aux Lycaons ». Ces animaux étaient si abondants que le gouvernement belge les considéraient comme ravageurs. Cependant, une épidémie a eu pour résultat de diminuer la population et les derniers chiens sauvages ont été aperçus en 1984.
En 1957, des rhinocéros noirs ont été introduits de Tanzanie. Dans les années 1970, plus de cinquante rhinocéros noirs vivaient dans l'habitat de savane du parc. En raison du braconnage généralisé, la population a diminué au cours des décennies suivantes, et la dernière observation confirmée remonte à
2007. En 1986, des girafes Masaï provenant du Kenya ont été introduites dans le parc. Leur population est passée à plus de quatre-vingt individus ces dernières années. Vers 1990, le parc était connu pour avoir une population de 250 à 300 lions. Dans les années qui ont suivi le génocide des Tutsi, toute la population de lions a été tuée par des agriculteurs revenus au Rwanda et qui s'étaient installés dans le parc.
En 2009, le Rwanda Development Board (RDB) et l'African Parks Network ont conclu un accord renouvelable de vingt ans pour la gestion conjointe du parc. L'Akagera Management Company a été créé en 2010 en tant qu'organisme de gestion conjointe du parc national de l'Akagera. Au cours des cinq années suivantes, une dépense de dix millions de dollars a été effectuée dans la région du parc national, avec l'aide financière de la Fondation Howard Buffett (en). Le but était d'augmenter la sécurité du parc national et de réintroduire des espèces localement éteintes. Les mesures de sécurité qui ont été prises comprennent la construction d'une clôture ouest d'une longueur de 120 km, le déploiement d'un hélicoptère pour la surveillance aérienne, la formation d'une équipe d'experts de suivi et de protection des rhinocéros et d'une unité anti-braconnage canine.
En 2015, deux troupes de huit et sept lions provenant d'Afrique du Sud ont été réintroduits dans le parc, ce qui en fait les premiers lions au Rwanda vingt ans après leur disparition due au braconnage, aux empoisonnements par les éleveurs et à la guerre civile. AndBeyond a fait don de cinq lionnes de la Phinda Private Game Reserve (en) et le Tembe Elephant Park (en) dans le KwaZulu-Natal ont fait don de deux lions mâles. Cet effort a été décrit par African Parks comme « un effort de conservation révolutionnaire pour le parc et le pays » dans le cadre d'un projet visant à inverser l'extinction locale de l'espèce dans le parc national d'Akagera. Depuis 2015, la population est passée à plus de vingt animaux et elle continue de croître.
En mai 2017, une opération conjointe entre le Rwanda Development Board et African Parks a vu la réintroduction d'une vingtaine de rhinocéros noirs de l'Est, absents depuis dix ans, en provenance d'Afrique du Sud. Avec la réintroduction des rhinocéros noirs et des lions, le parc national abrite désormais les « Big five » (cinq grands) africains, lion, léopard, éléphant, rhinocéros et buffle.
En juin 2019, l'Akagera a reçu cinq autres rhinocéros noirs de l'Est de trois zoos européens, le zoo de Dvůr Králové en République tchèque, le Flamingo Land au Royaume-Uni et le Ree Park Safari (en) au Danemark. Cette délocalisation est la première du genre, une telle collaboration entre l'Europe et l'Afrique ne s'était jamais produite auparavant. Les deux mâles et les trois femelles ont été livrés en toute sécurité au parc après un voyage de trente heures. Ces mammifères sont des descendants directs de rhinocéros emportés d'Afrique à l'époque coloniale,.
En novembre 2021, 30 rhinocéros blanc du Sud — 19 femelles et 11 mâles — en provenance de la réserve privée de Phinda (en), en Afrique du Sud, ont été introduits dans le parc. Pendant plusieurs semaines, les rhinocéros sont répartis dans des enclos pour favoriser leur acclimatation avant d’être relâchés.

## Population d'animaux
La population de grands mammifères a augmenté depuis 2010, passant de quelque 4 000 animaux en 2010 à plus de 13 500 en 2018.
En août 2015, un troisième recensement des animaux a été effectué par hélicoptère, après ceux de 2010 et 2013. Un total de 12 275 animaux (sans compter les primates et les oiseaux) a été dénombré, soit une augmentation de 7 892 par rapport au recensement de 2013. 90 éléphants, 2 567 buffles, 79 girafes, 219 élands, 108 antilopes rouannes, 1 384 cobes, 1 827 zèbres, 805 topis, 2 144 impalas, 1 067 phacochères, 7 lions, 5 léopards et 1 565 hippopotames ont été dénombrés au cours de cette enquête.

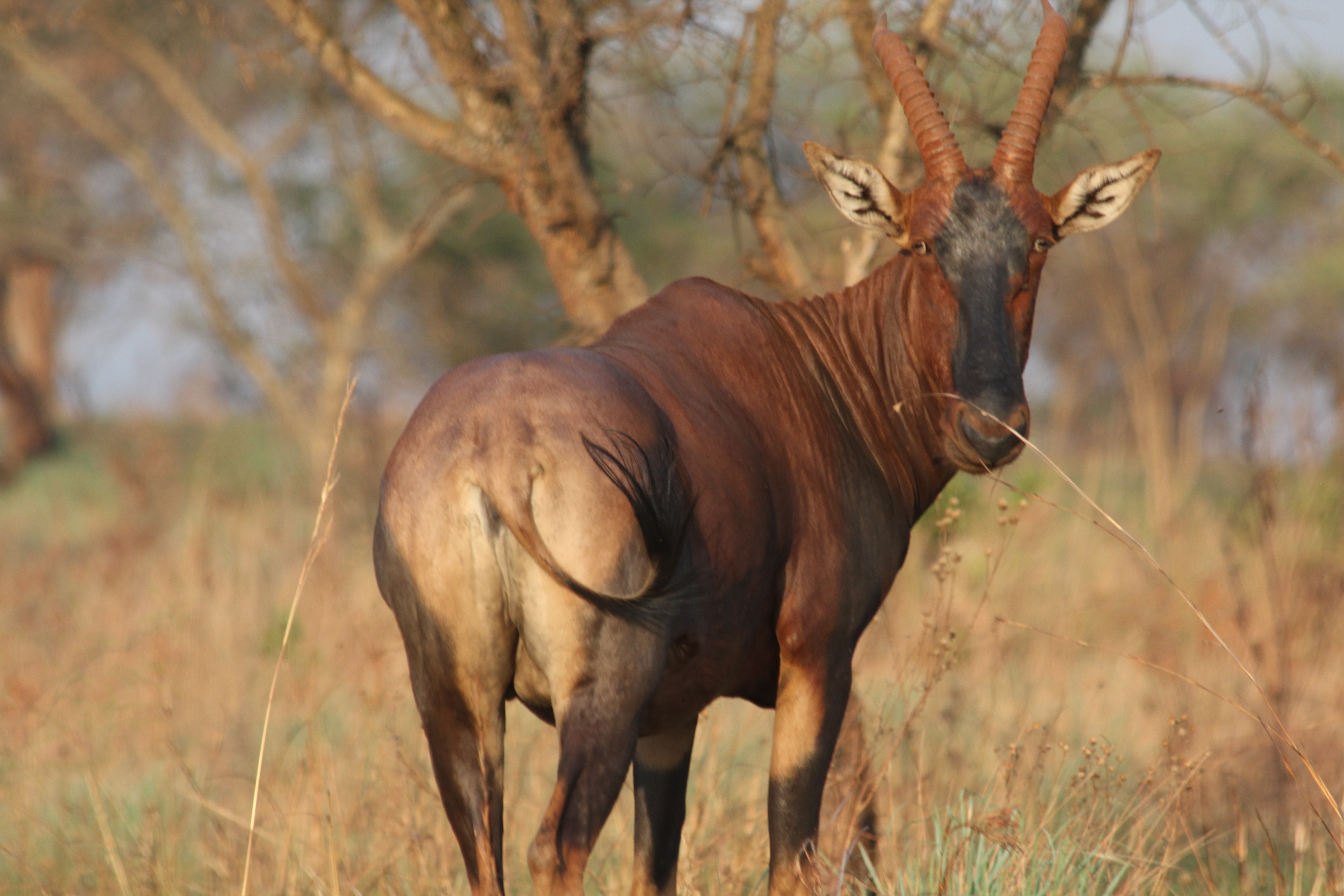
Topi.
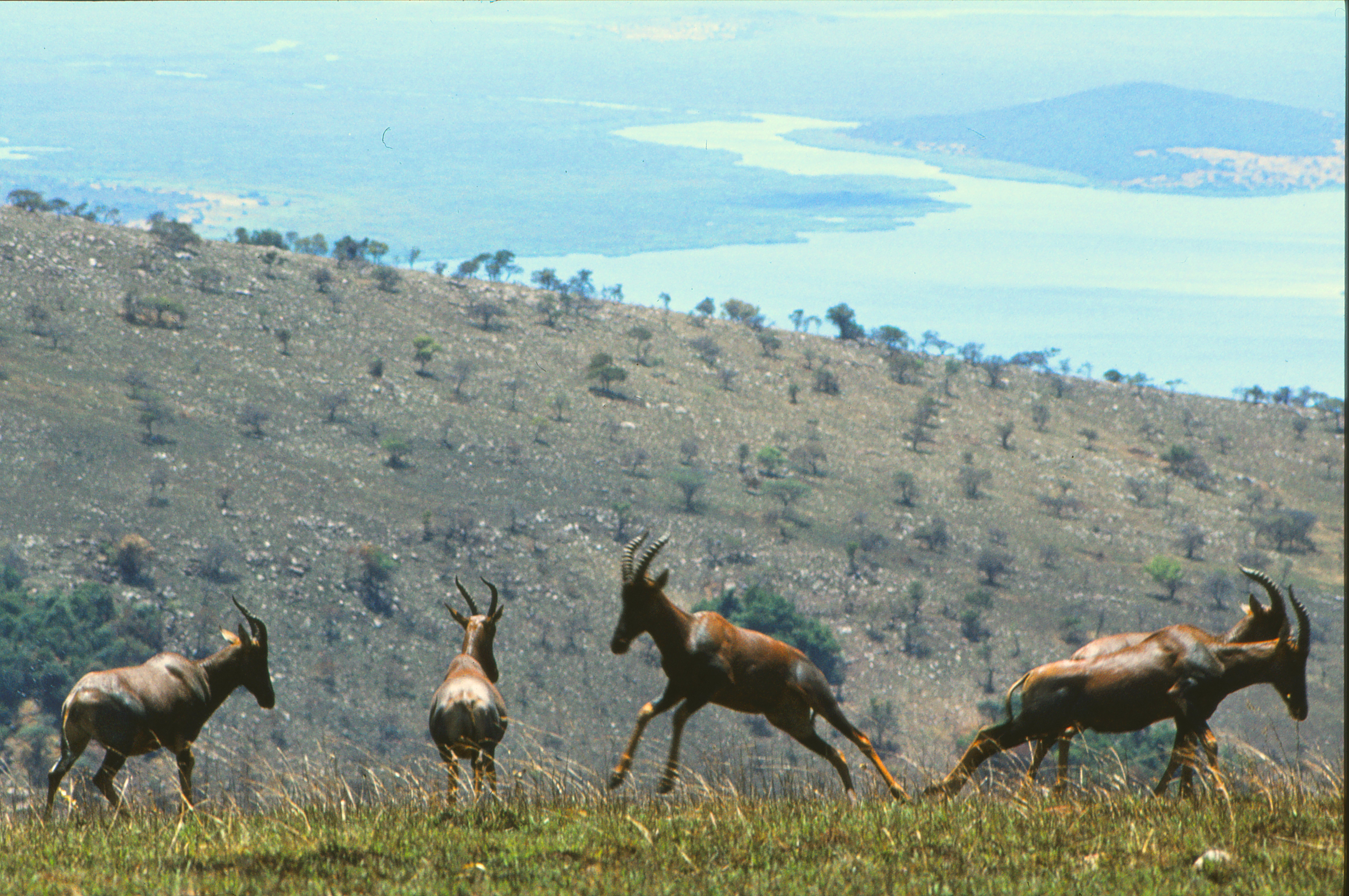
Des topis de la vallée du Kagera.
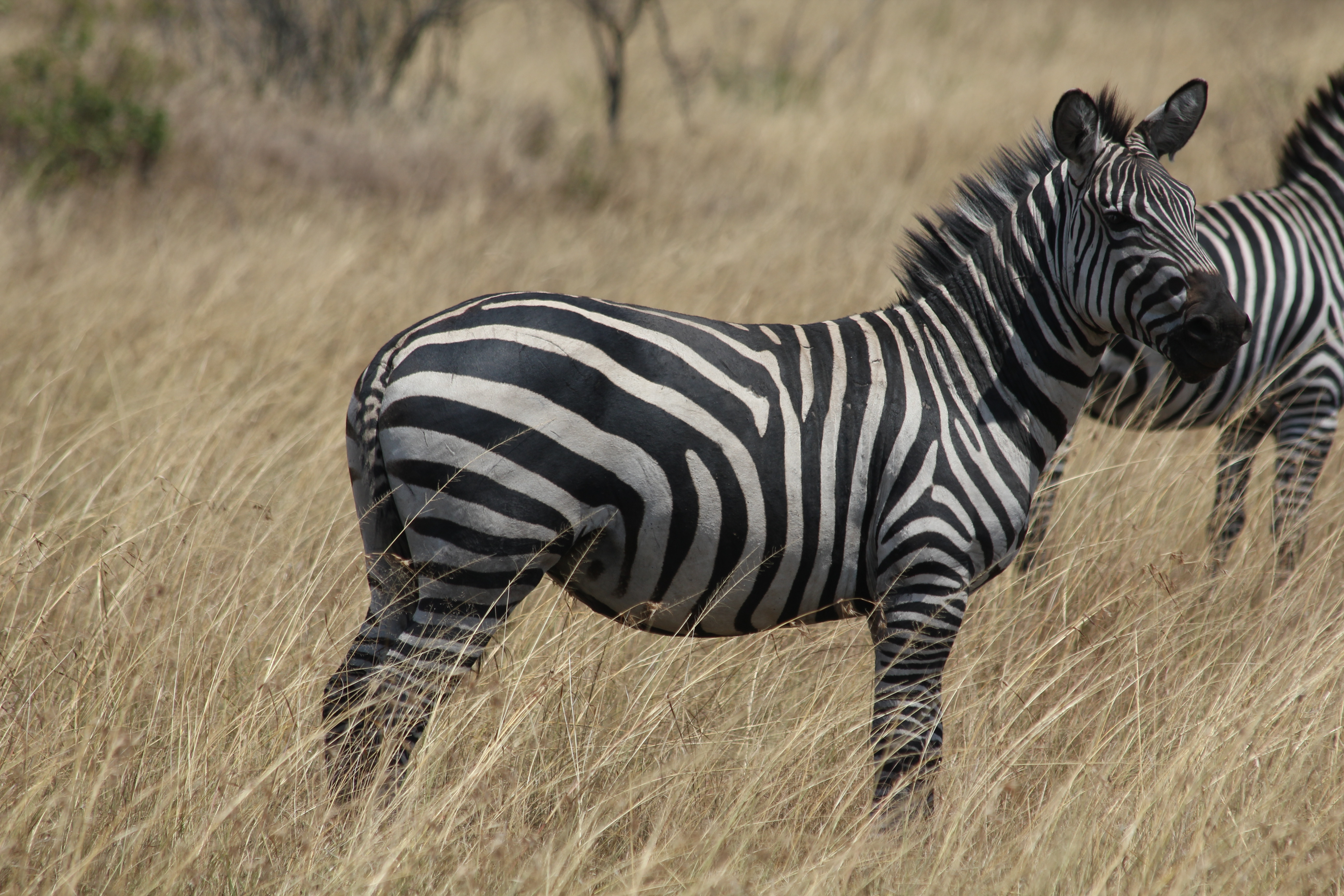
Zèbre de Burchell dans les plaines du nord du parc.
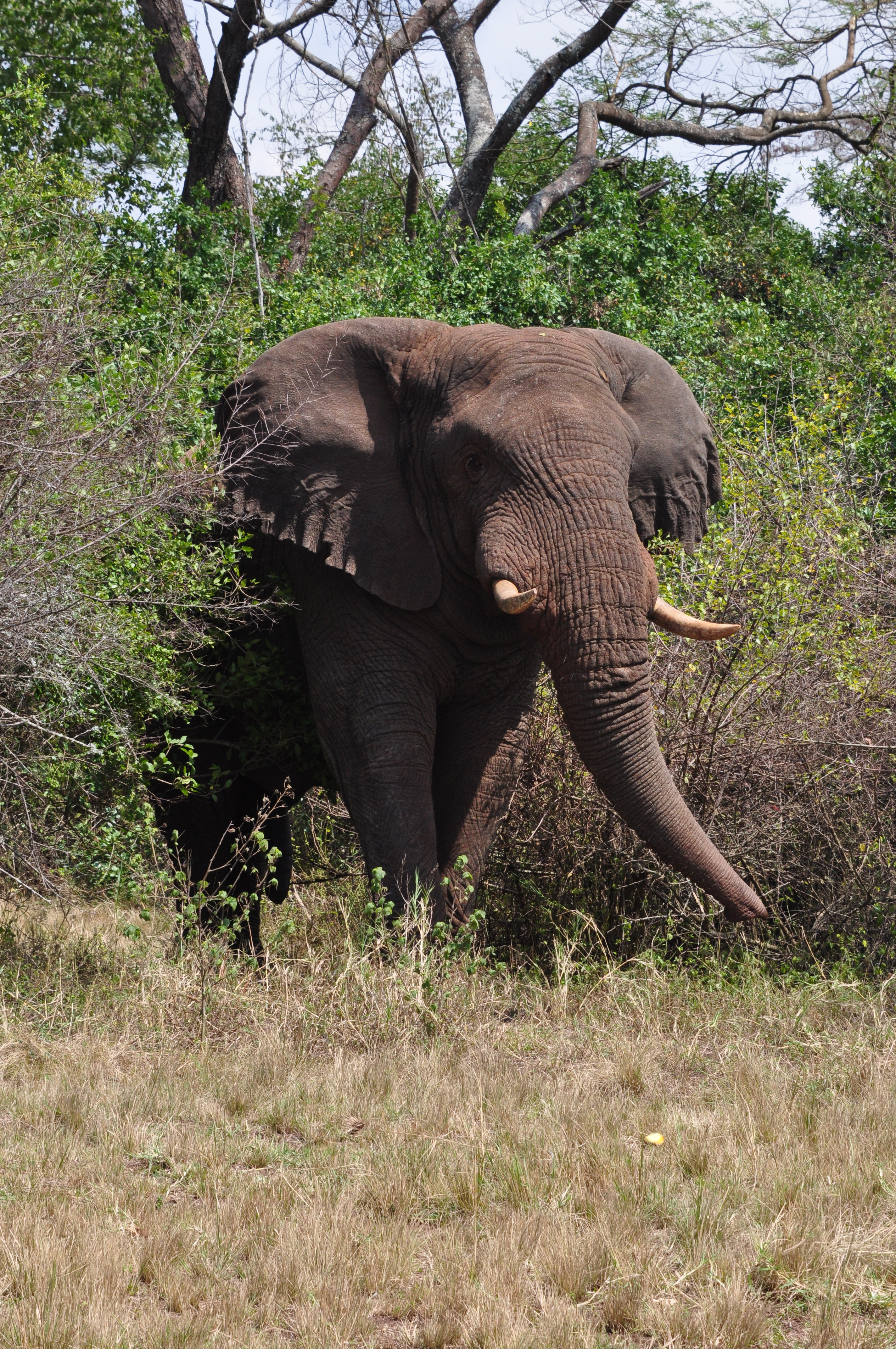
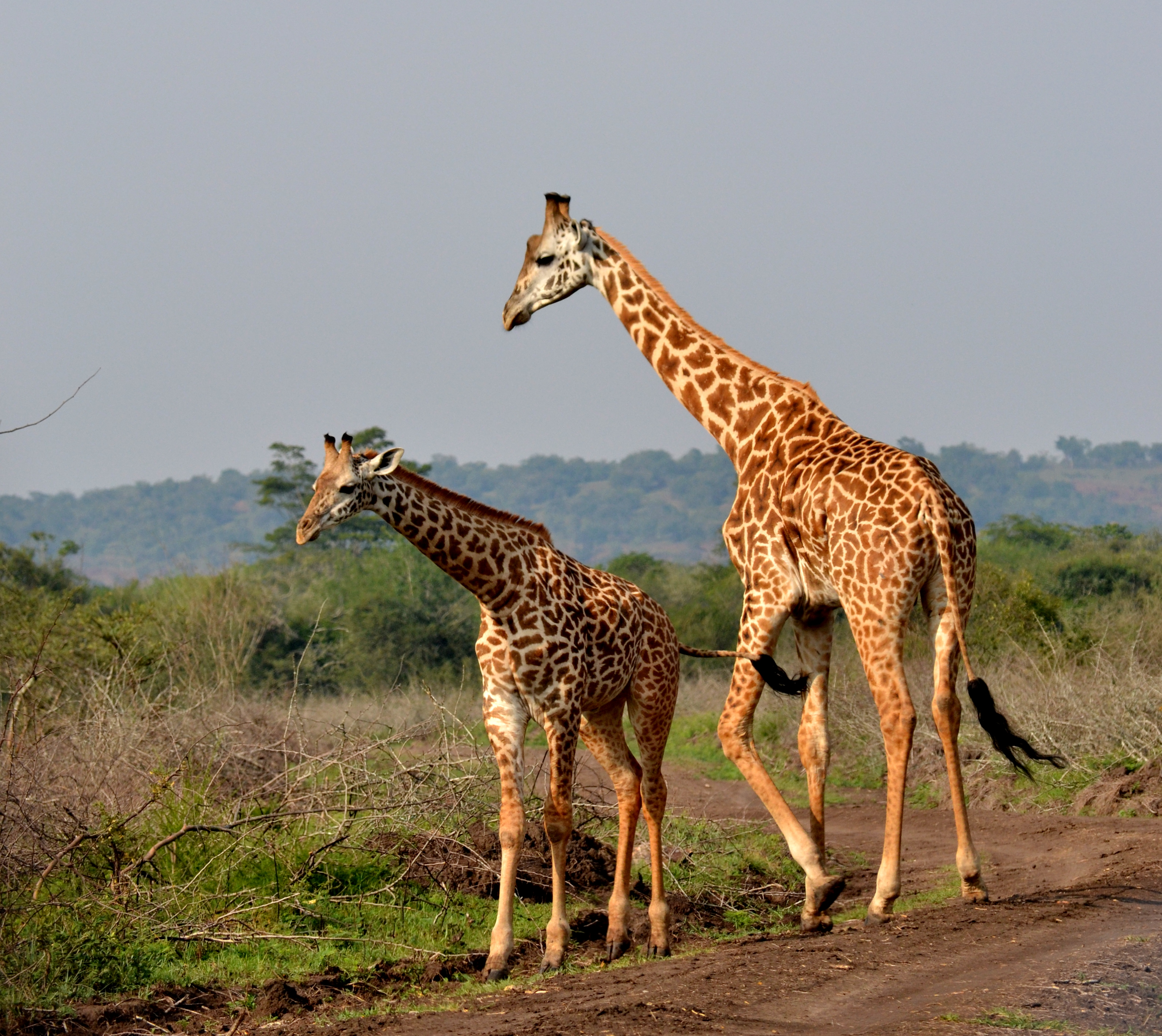
Girafe Masaï.
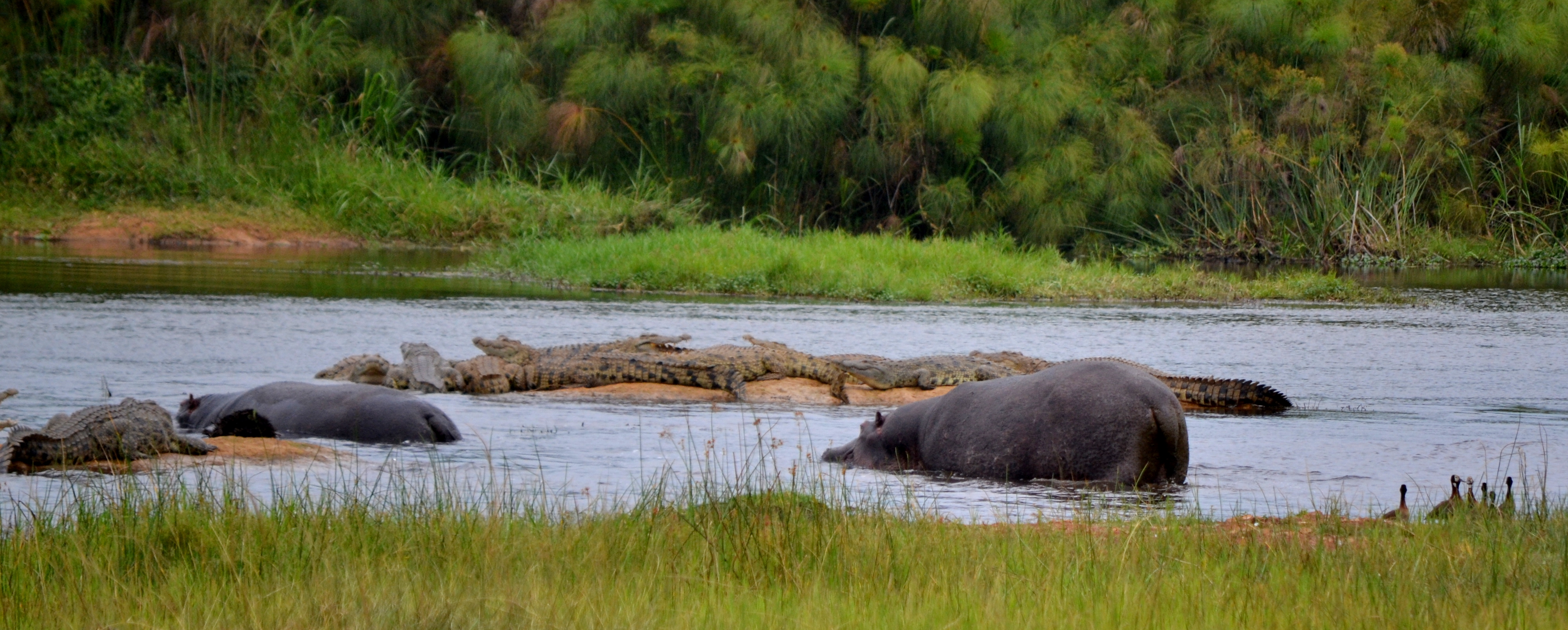
Hippopotames.
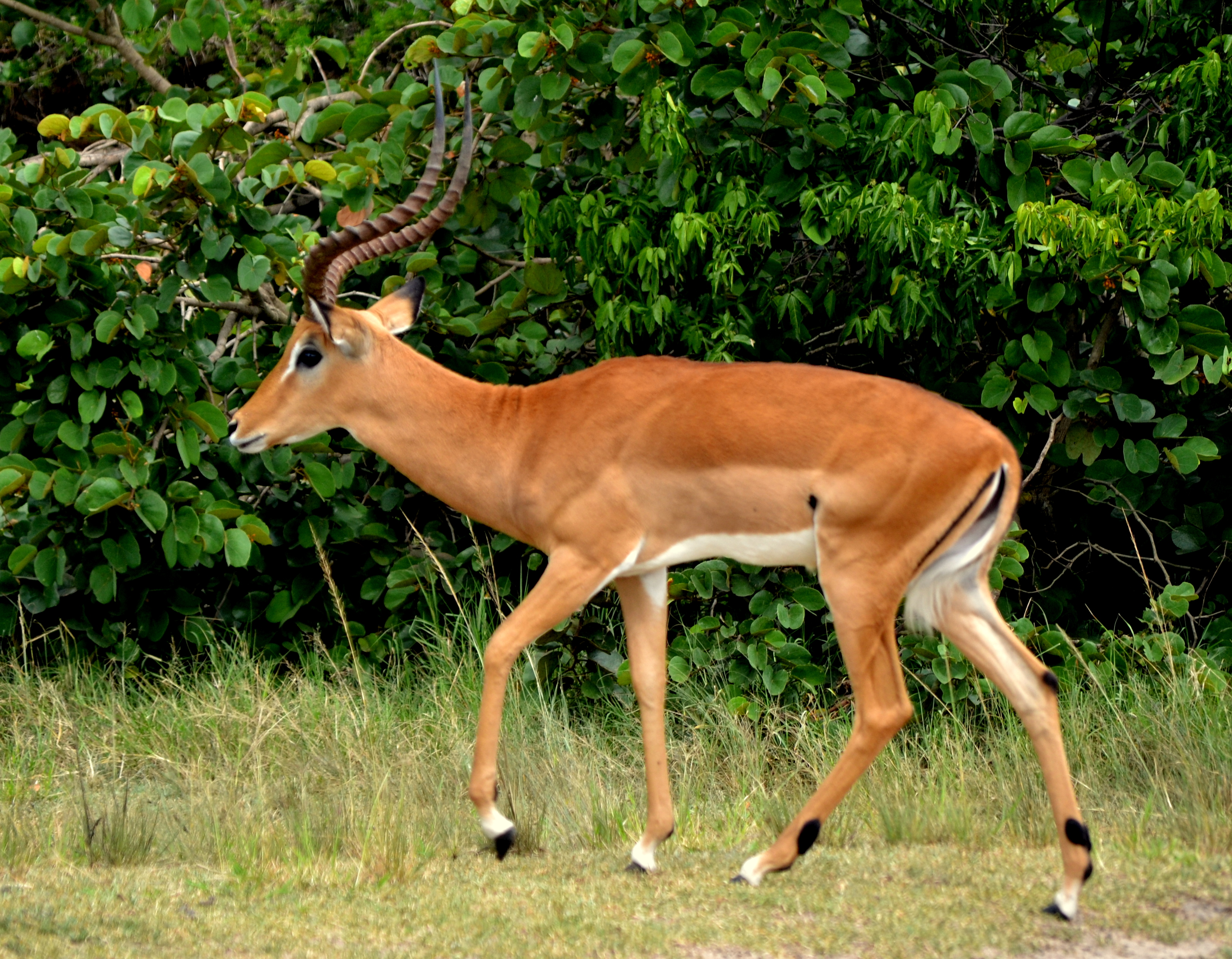
Impala.
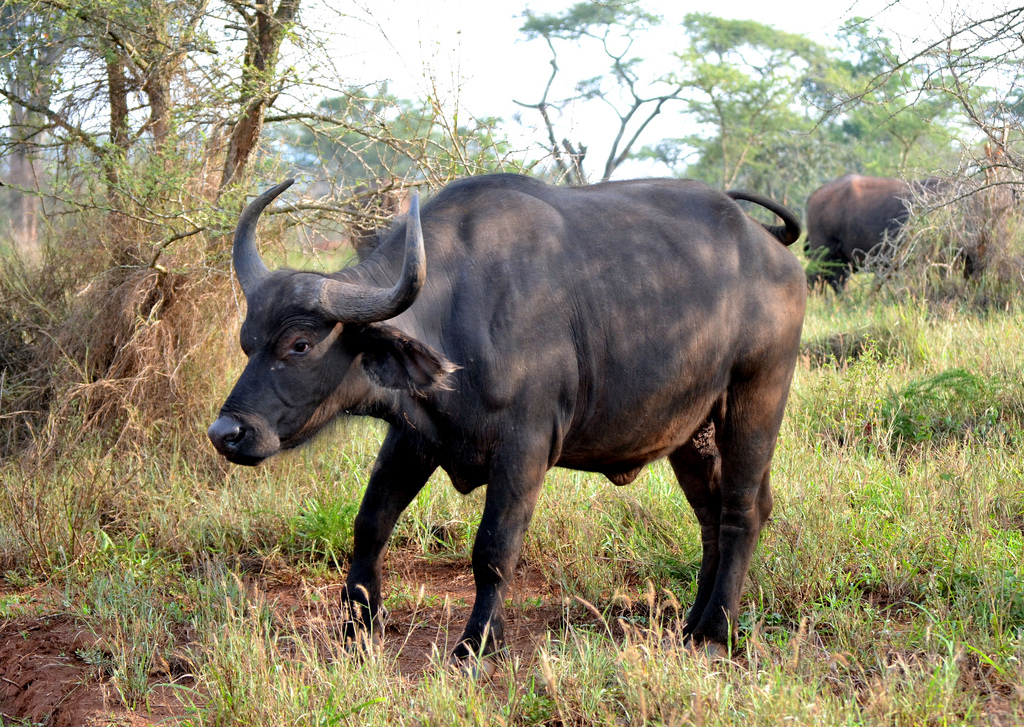
Buffle d'Afrique.
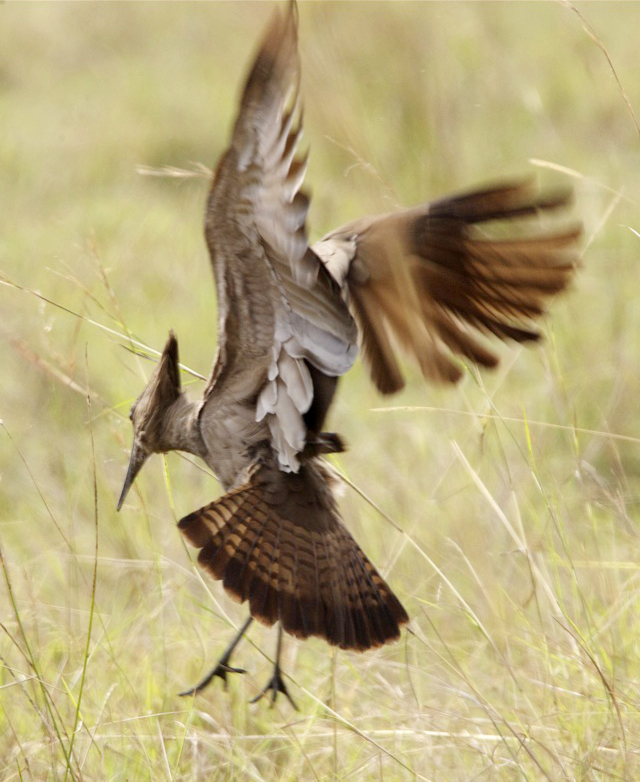
Ombrette africaine.
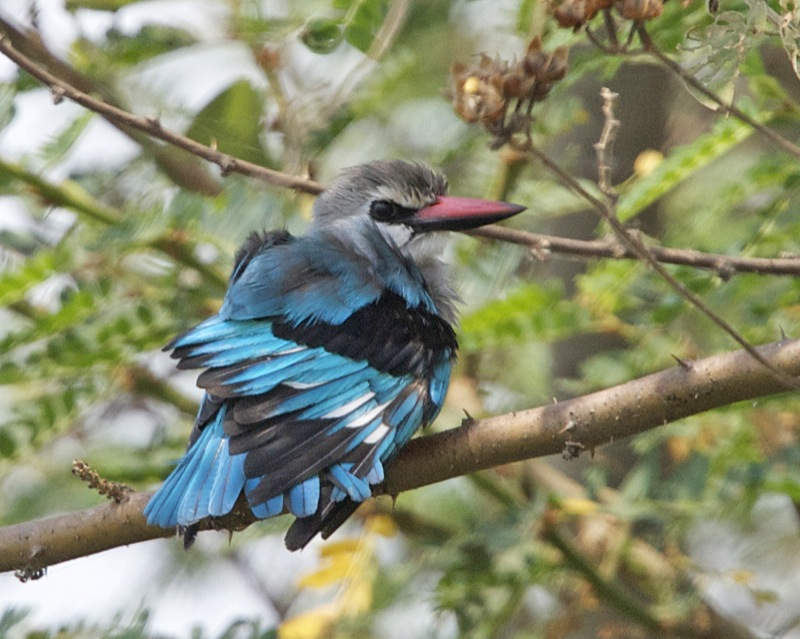
Martin-chasseur du Sénégal.
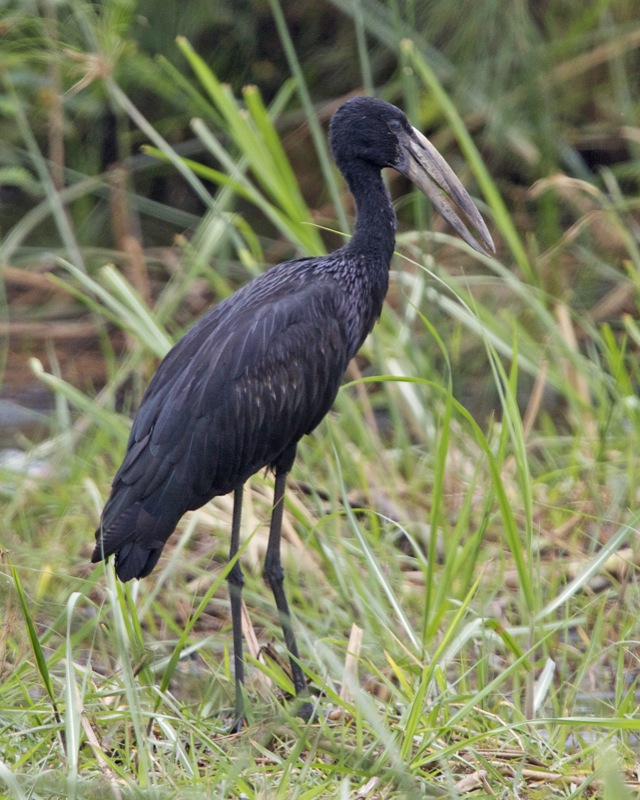
Bec-ouvert africain.
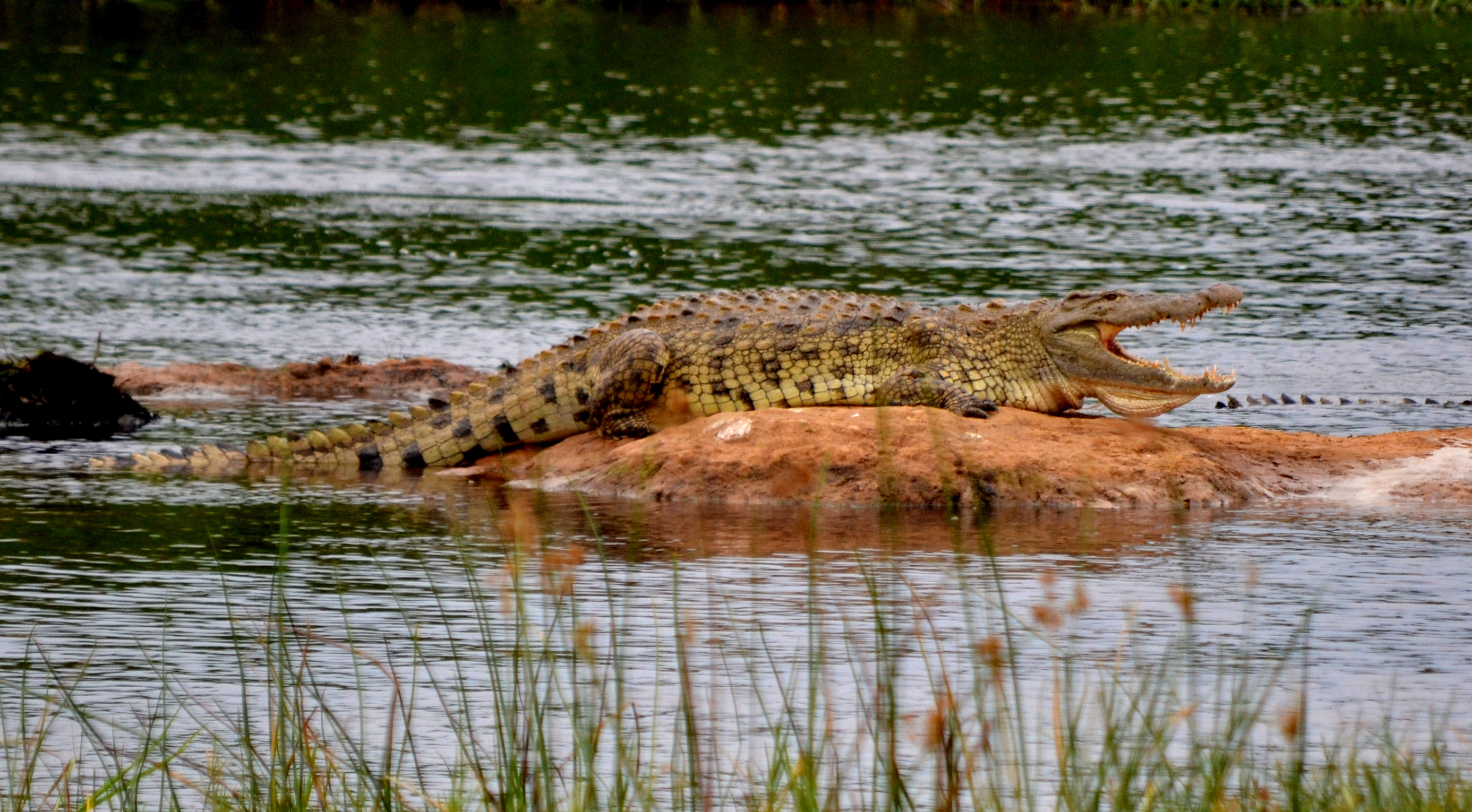
Crocodile du Nil.

## Tourisme
Depuis qu'African Parks assume la gestion du parc en 2010, en partenariat avec le Rwanda Development Board, le tourisme a considérablement augmenté. En 2010, quelque 8 000 personnes ont visité le parc, ce nombre passant à 44 000 en 2018. Cette augmentation a permis à l'Akagera de devenir autonome à 80 % et donc moins dépendant des donateurs.